# Bounty Tower
Bounty Tower was een attractie in het Duitse attractiepark Plopsaland Deutschland te Haßloch, Rijnland-Palts.

## Algemeen
De attractie stamde af uit het jaar 1994 en was een Condor van de Duitse attractiebouwer HUSS Park Attractions. Dat is een attractie met een mast die 32 meter hoog is, waarrond 28 gondels omhoog en omlaag cirkelden, in vier groepjes van zeven. In iedere gondel is plaats voor twee personen.

## Afbraak
Eind 2014 besliste Plopsa, eigenaar van het park, om de attractie te verwijderen. In de plaats van Bounty Tower werd een modernere vliegtuigmolen van Gerstlauer teruggebouwd, Sky Fly geheten.